# Nadbałtycki Specjalny Okręg Wojskowy
Nadbałtycki Specjalny Okręg Wojskowy ros. Прибалтийский Особый военный округ (ПрибОВО) – ogólnowojskowy, operacyjno-terytorialny związek radzieckich Sił Zbrojnych, zwany też Nadbałtyckim Wydzielonym Okręgiem Wojskowym.
Utworzony rozkazem Ludowego Komisariatu Obrony nr 0190 z 17 sierpnia 1940 poprzez przemianowanie Nadbałtyckiego Okręgu Wojskowego. Sztab znajdował się w Rydze. Ok. 20.06.1941 dowództwo Okręgu zostało przekształcone w dowództwo Frontu Północno-Zachodniego.

## Dowódcy Okręgu
- generał pułkownik Aleksandr Łoktionow - 11.05.1940 (rozkazy LKO nr 0141 i 0078) - 18.12.1940 (rozkaz LKO nr 556
- generał pułkownik Fiodor Kuzniecow[1] - 18.12.1940 (rozkaz LKO nr 556 - ok. 20.06.1941
- generał major Nikołaj Biazi - 11.1943 — marzec 1944.

## Członkowie Rady Wojskowej
- komisarz korpuśny Iwan Suslikow - 13.07.1940 (rozkaz LKO nr 03121a) - 25.12.1940 (rozkaz LKO nr 05655);
- komisarz korpuśny Piotr Dibrowa[1] - 25.12.1940 (rozkaz LKO nr 05655) - ok. 20.06.1941

## Szefowie Sztabu
- generał porucznik Piotr Klenow[2]: 11 lipca 1940 (rozkazy LKO nr 0141 i 0078) - ok. 20.06.1941